# Pandaka rouxi
Pandaka rouxi é uma espécie de peixe da família Gobiidae e da ordem Perciformes.

## Habitat
É um peixe de clima tropical e bentopelágico.

## Distribuição geográfica
É encontrado na Ásia: Indonésia.

## Observações
É inofensivo para os humanos.